# 索尔纳克
索尔纳克（法語：Sornac，法語發音：[sɔʁnak]）是法国科雷兹省的一个市镇，位于该省东北部，属于于塞勒区。

## 地理
索尔纳克（45°40'2"N, 2°11'36"E）面积59.48 平方千米，位于法国新阿基坦大区科雷兹省，该省份为法国中南部省份，北起上维埃纳省和克勒兹省，西接多爾多涅省，南至洛特省，东临多姆山省和康塔爾省。
与索尔纳克接壤的市镇（或旧市镇、城区）包括：贝勒沙萨涅、拉库尔蒂讷、费尼耶、勒马斯达尔蒂日、米勒瓦什、圣日耳曼拉沃、圣雷米、圣瑟捷、圣叙尔皮斯莱布瓦。

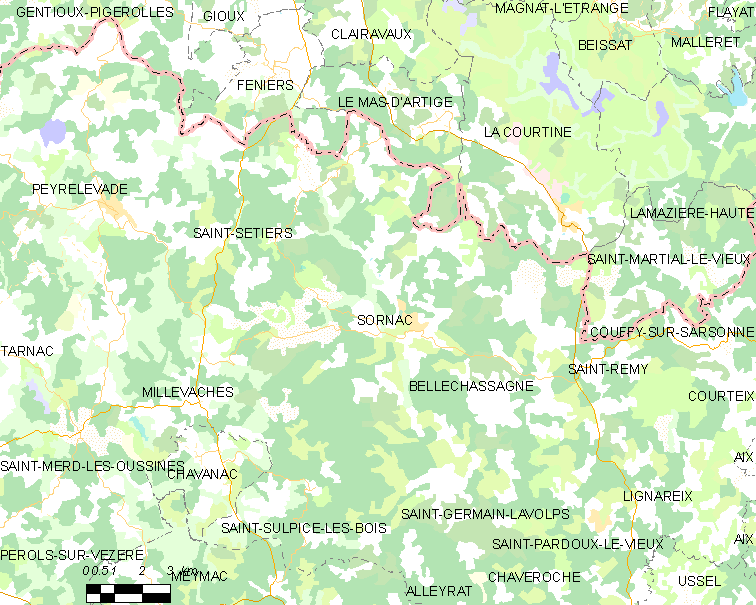
索尔纳克的OSM定位图

索尔纳克的时区为UTC+01:00、UTC+02:00（夏令时）。

## 行政
索尔纳克的邮政编码为19290，INSEE市镇编码为19261。

## 政治
索尔纳克所属的省级选区为米勒瓦什高原县。

## 人口

1962-2008年间索尔纳克人口变化图示

索尔纳克于2022年1月1日时的人口数量为773人。